# Ketazolam
Ketazolamul este un medicament derivat de 1,4-benzodiazepină, fiind utilizat în tratamentul anxietății. Prezintă o eficacitate similară cu diazepamul, și se metabolizează în organism la acest compus. Calea de administrare disponibilă este cea orală.

## Farmacologie
Ca toate benzodiazepinele, ketazolamul acționează ca modulator alosteric pozitiv al receptorului de tip A pentru acidul gama-aminobutiric (R GABAA), reducând excitabilitatea neuronală.